# Статуи «Промышленность» и «Морская торговля»
Статуи «Промышленность» и «Морская торговля» — аллегорические изображения, установленные в старой части Выборга при въезде на площадь Старой Ратуши со стороны Крепостного моста и набережной 30-го Гвардейского Корпуса.

## История

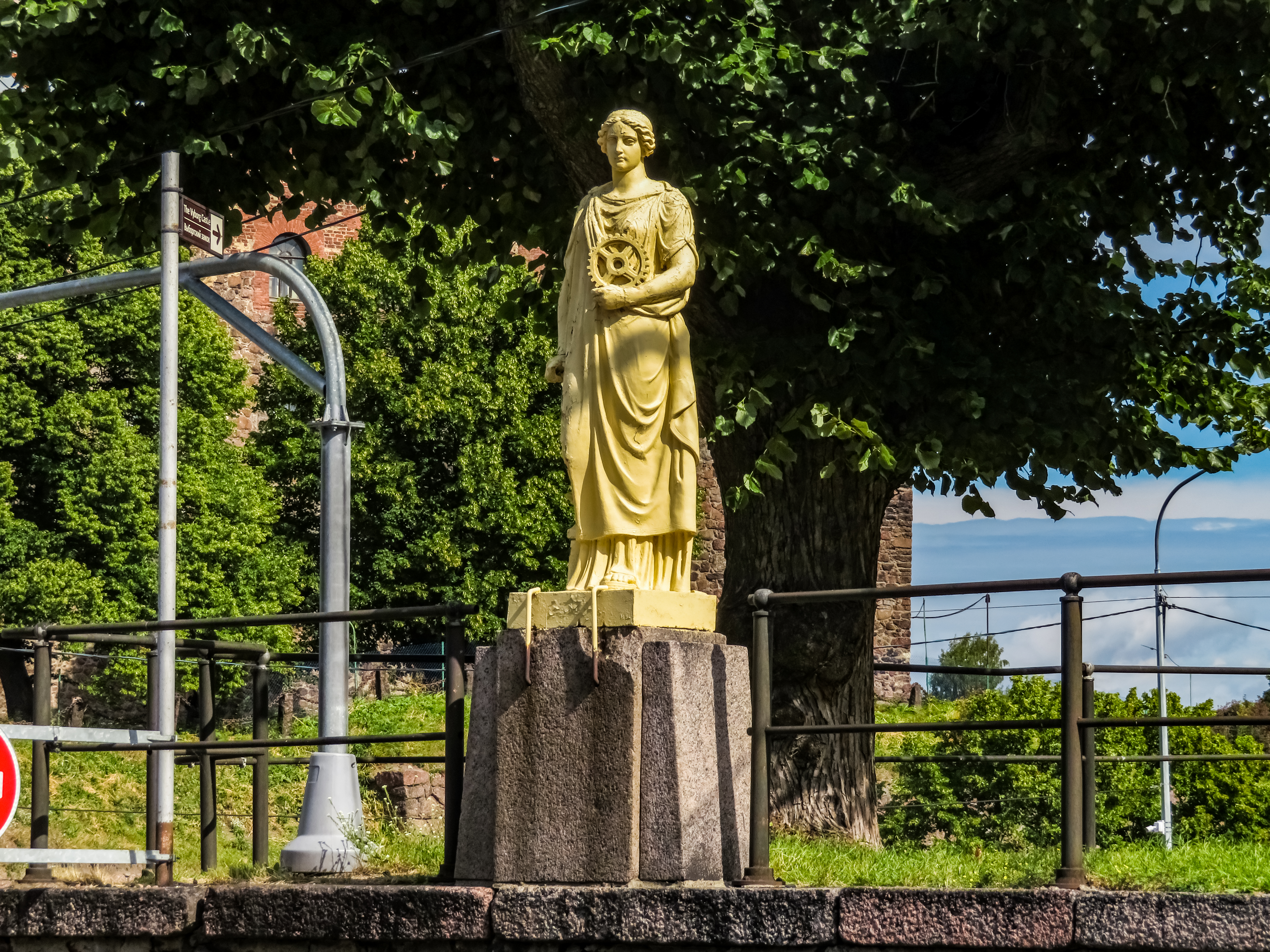
Статуя «Промышленность»

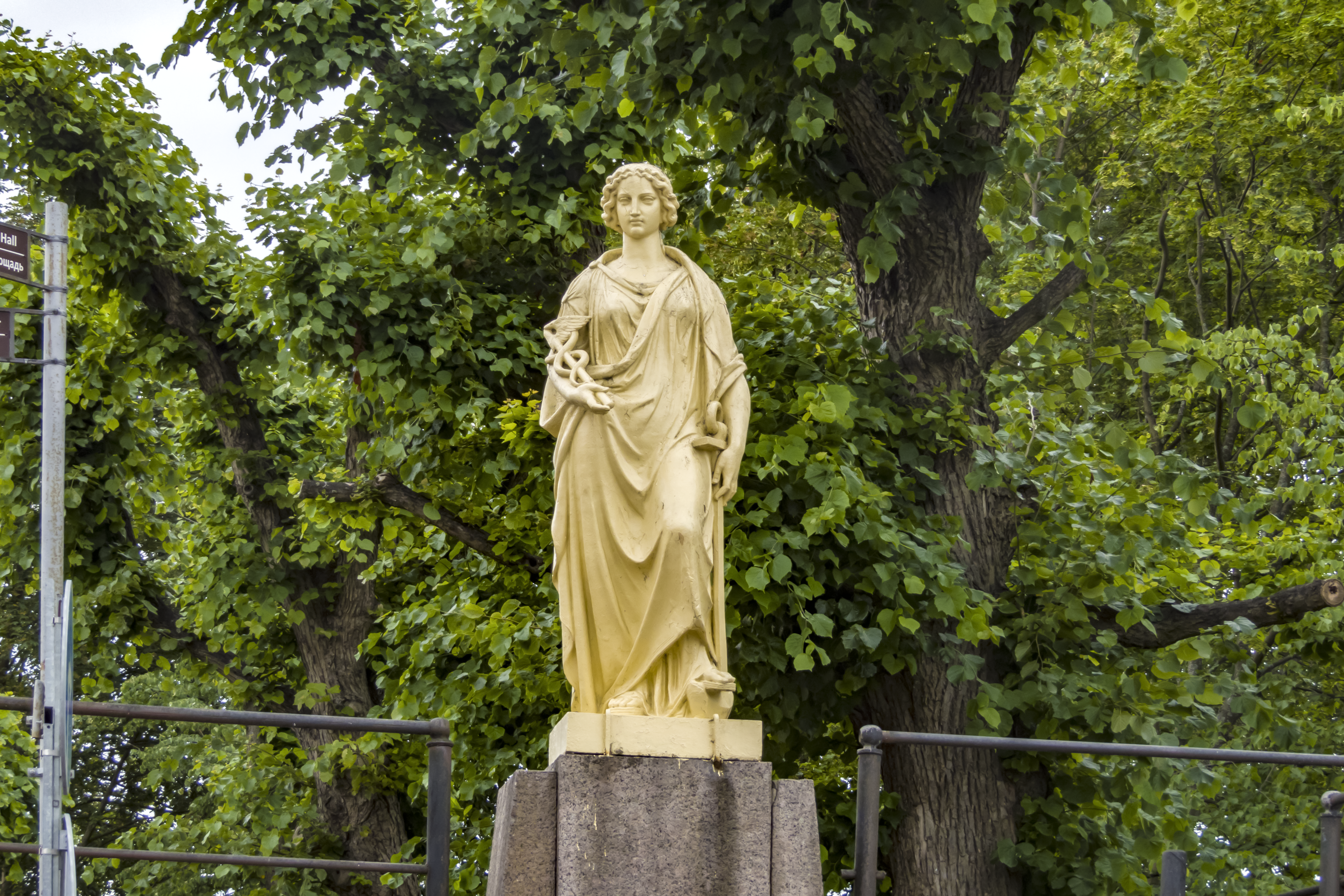
Статуя «Морская торговля»

До конца XIX века Выборг был окружён городской стеной с башнями и бастионами. Некоторые из башен были проездными: в них располагались городские ворота. Ворота в башне у моста к Выборгскому замку были прозваны Круглыми. После взятия Выборга русскими войсками для охраны перестроенных ворот, называвшихся в тот период Абовскими (или Абоскими), было выстроено караульное здание. 
В конце XIX века городские укрепления были разобраны, но осталась нижняя часть куртины с гранитной облицовкой, как и военный пост у гауптвахты. На месте разобранных в 1857 году городских ворот в 1870-х годах с противоположных сторон Екатерининской улицы были установлены аллегорические женские статуи: «Промышленность» и «Морская торговля», символизирующие превращение крепости в крупный промышленный и торговый центр после открытия Сайменского канала и Финляндской железной дороги. От статуй на месте верхней части разобранной крепостной стены проложен прогулочный бульвар, с которого открывается вид на замок.
Скульптура «Промышленность» в левой руке держит шестерню, а в правой — молот, опирающийся на наковальню. «Морская торговля» — с якорем в левой руке и кадуцеем (жезлом бога Меркурия) в правой — размещена со стороны морского порта. Точная дата установки и автор скульптур неизвестны.
Наряду с такими произведениями изобразительного искусства, как «Лось» и «Лесной юноша», аллегорические статуи оказались среди немногочисленных скульптур, благополучно переживших военный период (1939—1944), в отличие от многих других выборгских памятников (например, памятник Независимости, скульптура Нарцисса, памятник Петру I, памятник Вяйнемёйнену, памятник Микаэлю Агриколе, памятник белофиннам и т.п.).